# Leichtathletik-Weltmeisterschaften 2009/10.000 m der Männer
Der 10.000-Meter-Lauf der Männer bei den Leichtathletik-Weltmeisterschaften 2009 wurde am 17. August 2009 um 20:50 Uhr im Olympiastadion der der deutschen Hauptstadt Berlin ausgetragen. Es traten dreißig Teilnehmer aus vierzehn verschiedenen Ländern an.
Seinen vierten Weltmeistertitel in Folge errang der Äthiopier Kenenisa Bekele. Außerdem war er zweifacher Olympiasieger (2004/2008) und Weltrekordinhaber auf dieser Distanz. Über 5000 Meter war er aktueller Olympiasieger, Olympiazweiter von 2004, WM-Dritter von 2003, zweifacher Afrikameister (2006/2008) und Inhaber des Weltrekords. Sechs Tage später entschied er hier in Berlin auch das Rennen über diese halb so lange Bahndistanz für sich.

Den zweiten Rang belegte der Olympiazweite von 2004 Zersenay Tadese aus Eritrea

Bronze ging an den Kenianer Moses Ndiema Masai.

## Qualifikationsnormen
Für den 10.000-Meter-Lauf galten bei diesen Weltmeisterschaften folgende Normen:
| A-Norm       | B-Norm       |
| ------------ | ------------ |
| 27:47,00 min | 28:12,00 min |

Anmerkungen:
- B-Norm: Jeder gemeldete Athlet muss die B-Norm erfüllt haben.
- A-Norm: Meldet ein Land mehr als einen Athleten in einer Disziplin zur Teilnahme, muss jeder der gemeldeten Sportler die A-Norm erfüllt haben.

## Rekorde

### Bestehende Rekorde
| Weltrekord               | 26:17,53 min | Kenenisa Bekele | Brüssel, Belgien             | 26. August 2005 |
| Weltmeisterschaftsrekord | 26:49,57 min | Kenenisa Bekele | WM 2003 in Paris, Frankreich | 24. August 2003 |

### Rekordverbesserung
Der äthiopische Weltmeister Kenenisa Bekele verbesserte seinen eigenen WM-Rekord um 3,26 Sekunden auf 26:46,31 min.

## Durchführung
Wie bei den Weltmeisterschaften schon seit vielen Jahren üblich, wurden keine Vorläufe in diesem Wettbewerb angesetzt, alle Läufer traten gemeinsam zum Finale an.

## Rennverlauf
Der Titelverteidiger und dominierende 10.000-Meter-Läufer der vergangenen Jahre Kenenisa Bekele ging als hoher Favorit an den Start, dies umso mehr, als sein Landsmann Sileshi Sihine verletzt ausfiel. Schon in der ersten Rennhälfte versuchten die Läufer aus Katar und Kenia Bekele durch hohes Tempo in Bedrängnis zu bringen. Vor allem Nicholas Kemboi leistete einen Großteil der Führungsarbeit. Die 5000-Meter-Marke wurde in 13:40,45 min erreicht. Bekele behielt jedoch stets die Kontrolle über den Rennverlauf. Etwa vier Kilometer vor dem Ziel griff Zersenay Tadese an. Seiner Tempoverschärfung konnte schließlich nur noch Bekele folgen. Obwohl sich Tadese nach Kräften mühte, gelang es ihm nicht, Bekele abzuschütteln. Zu Beginn der letzten Runde startete Bekele seinen typischen Schlussspurt, um so Tadese fast mühelos abzuhängen und in Weltmeisterschaftsrekordzeit zu gewinnen. Moses Ndiema Masai, der bis zu Tadeses Angriff der Führungsgruppe angehört hatte, wurde abgeschlagener Dritter. In dem typischerweise von Afrikanern bestimmten Wettbewerb konnten sich bemerkenswerterweise mit Dathan Ritzenhein und Galen Rupp zwei US-Amerikaner unter den besten Acht platzieren.

## Ergebnis

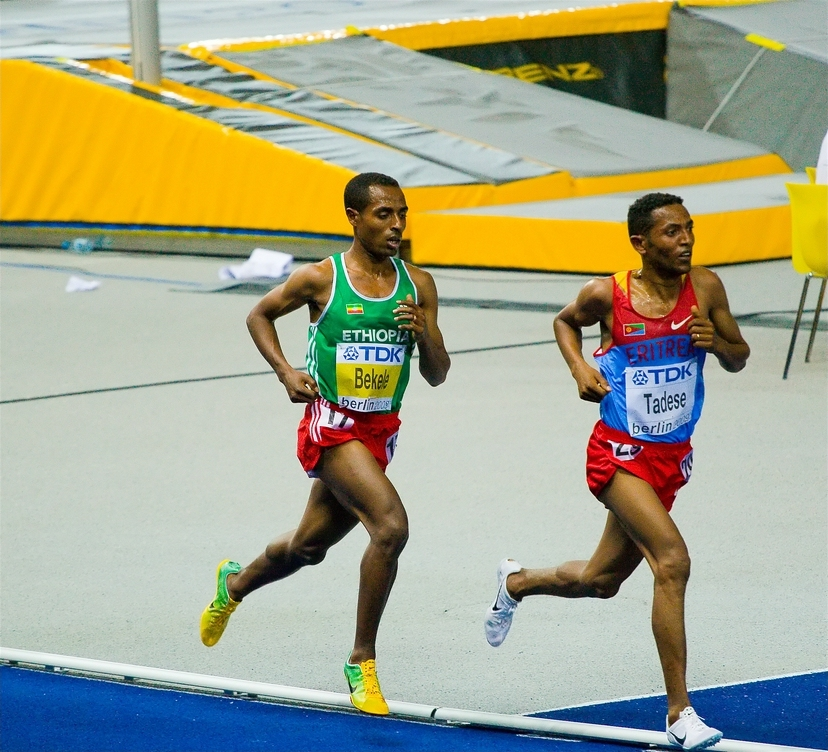
Kenenisa Bekele (hier noch an zweiter Position) und Zersenay Tadese machen das Rennen am Ende unter sich aus

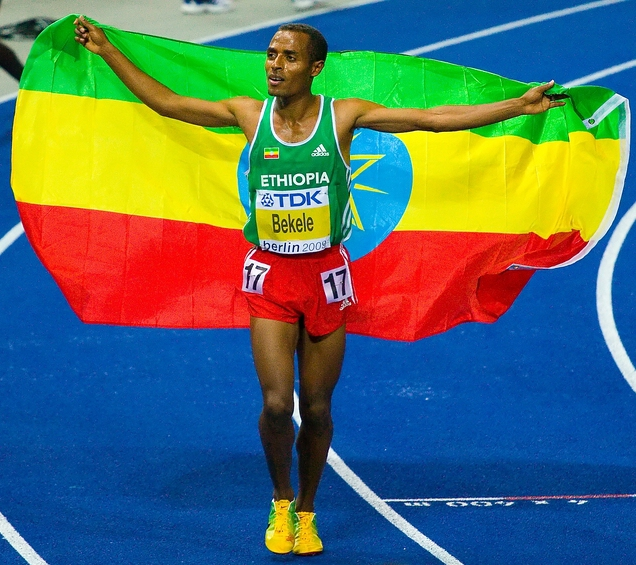
Kenenisa Bekele feierte seinen vierten WM-Titel in Folge und gewann sechs Tage darauf auch das Rennen über 5000 Meter

17. August 2009, 20:50 Uhr
| Platz | Name                      | Land       | Zeit ( min) | Anmerkung |
| ----- | ------------------------- | ---------- | ----------- | --------- |
|       | Kenenisa Bekele           | Äthiopien  | 26:46.31    | CR        |
|       | Zersenay Tadese           | Eritrea    | 26:50.12    | SB        |
|       | Moses Ndiema Masai        | Kenia      | 26:57.39    | SB        |
| 04    | Imane Merga               | Äthiopien  | 27:15.94    | SB        |
| 05    | Bernard Kipyego           | Kenia      | 27:18.47    | SB        |
| 06    | Dathan Ritzenhein         | USA        | 27:22.28    | SB        |
| 07    | Micah Kogo                | Kenia      | 27:26.33    | SB        |
| 08    | Galen Rupp                | USA        | 27:37.99    | SB        |
| 09    | Kidane Tadasse            | Eritrea    | 27:41.50    | SB        |
| 10    | Gebregziabher Gebremariam | Äthiopien  | 27:44.04    | SB        |
| 11    | Ahmad Hassan Abdullah     | Katar      | 27:45.03    | SB        |
| 12    | Teklemariam Medhin        | Eritrea    | 27:58.89    | SB        |
| 13    | Fabiano Joseph Naasi      | Tansania   | 28:04.32    | SB        |
| 14    | Juan Carlos Romero        | Mexiko     | 28:09.78    | SB        |
| 15    | Carles Castillejo         | Spanien    | 28:09.89    |           |
| 16    | Dickson Marwa             | Tansania   | 28:18.00    | SB        |
| 17    | Tim Nelson                | USA        | 28:18.04    |           |
| 18    | Juan Luis Barrios         | Mexiko     | 28:31.40    |           |
| 19    | Surendra Kumar Singh      | Indien     | 28:35.51    | SB        |
| 20    | Anatoli Rybakow           | Russland   | 28:42.28    |           |
| 21    | Ezekiel Jafari            | Tansania   | 28:45.34    |           |
| 22    | Martin Toroitich          | Uganda     | 28:49.49    | SB        |
| 23    | Rui Pedro Silva           | Portugal   | 28:51.40    |           |
| 24    | David McNeill             | Australien | 29:18.59    | SB        |
| 25    | Yuki Iwai                 | Japan      | 29:24.12    |           |
| DNF   | Collis Birmingham         | Australien |             |           |
| DNF   | Ayad Lamdassem            | Spanien    |             |           |
| DNF   | Manuel Ángel Penas        | Spanien    |             |           |
| DNF   | Abebe Dinkesa             | Äthiopien  |             |           |
| DNF   | Nicholas Kemboi           | Katar      |             |           |
| DNS   | Martin Fagan              | Irland     |             |           |

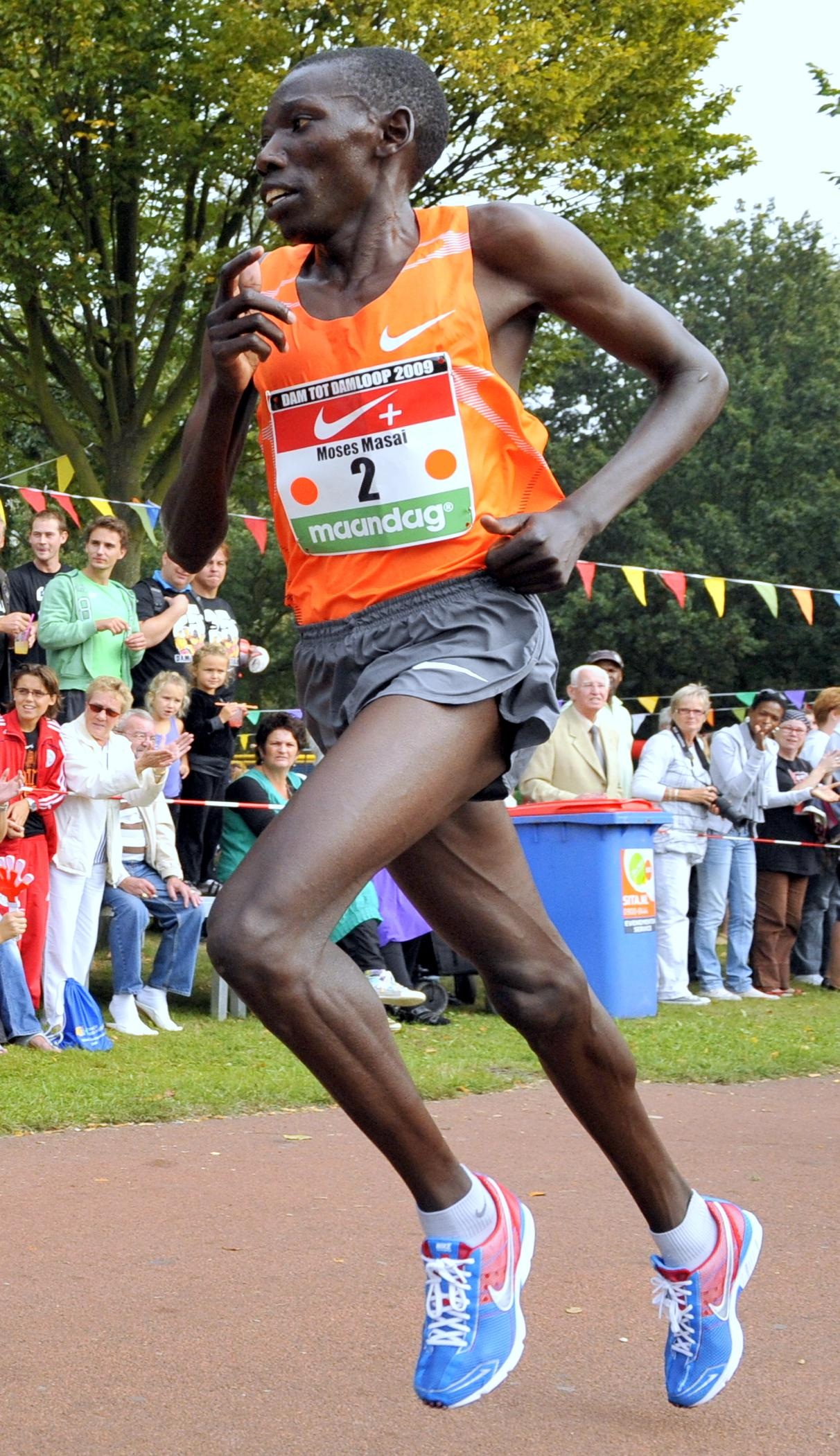
Bronzemedaillengewinner Moses Ndiema Masai
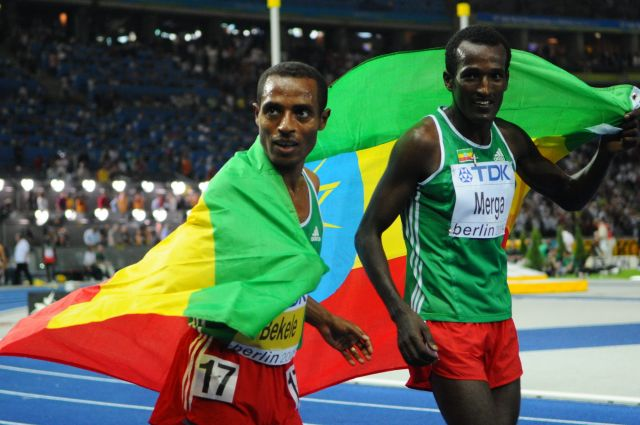
Kenenisa Bekele und der viertplatzierte Imane Merga (rechts) auf einer Ehrenrunde
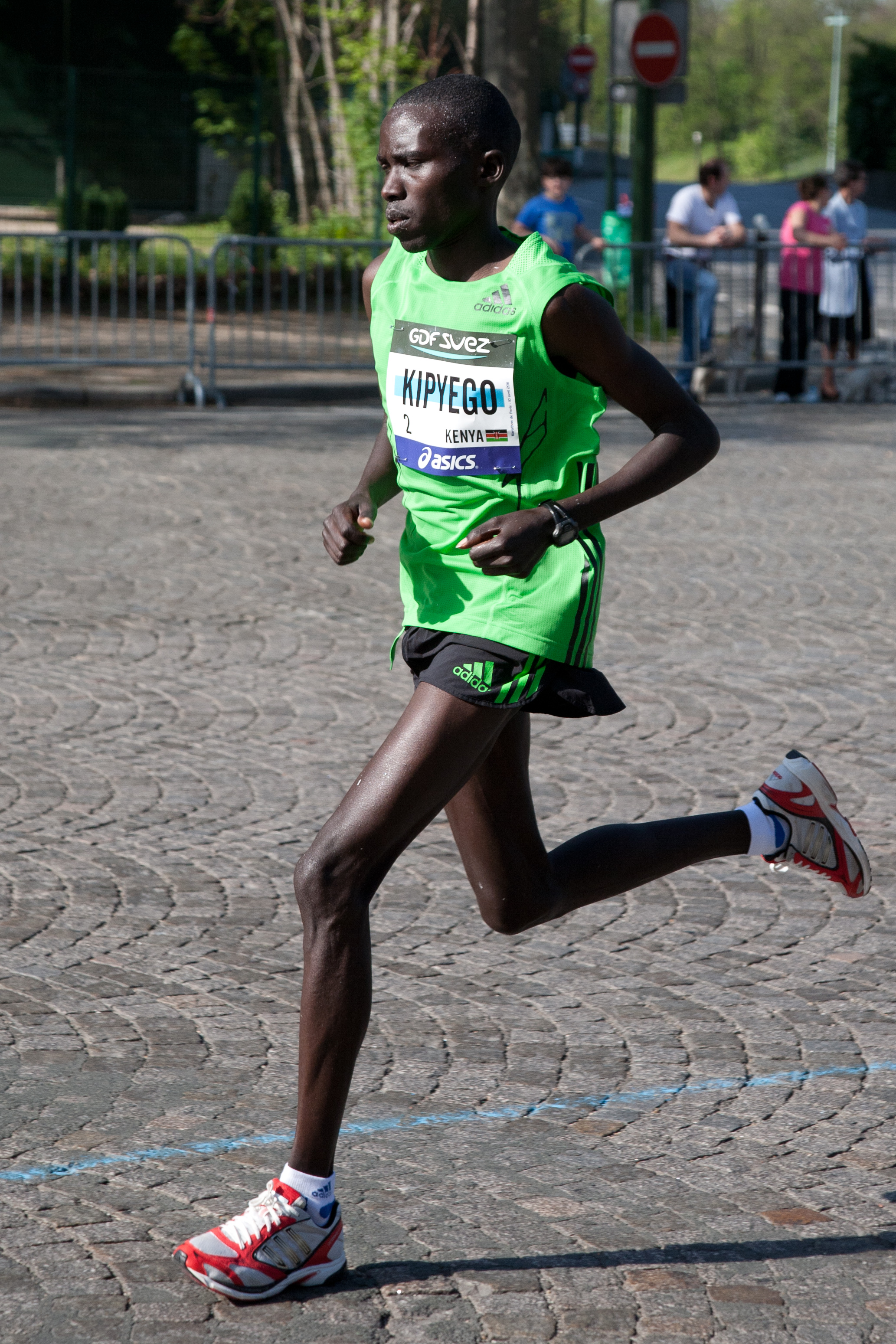
Bernard Kipyego kam auf den fünften Platz
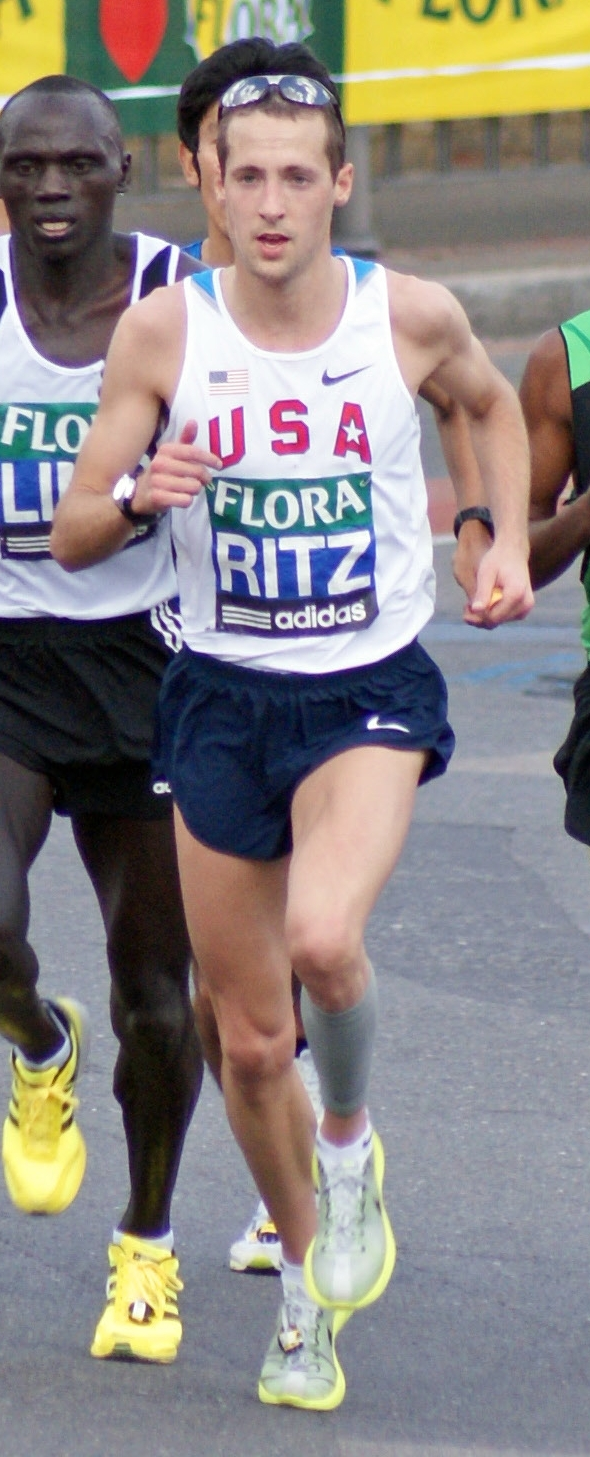
Dathan Ritzenhein belegte Rang sechs
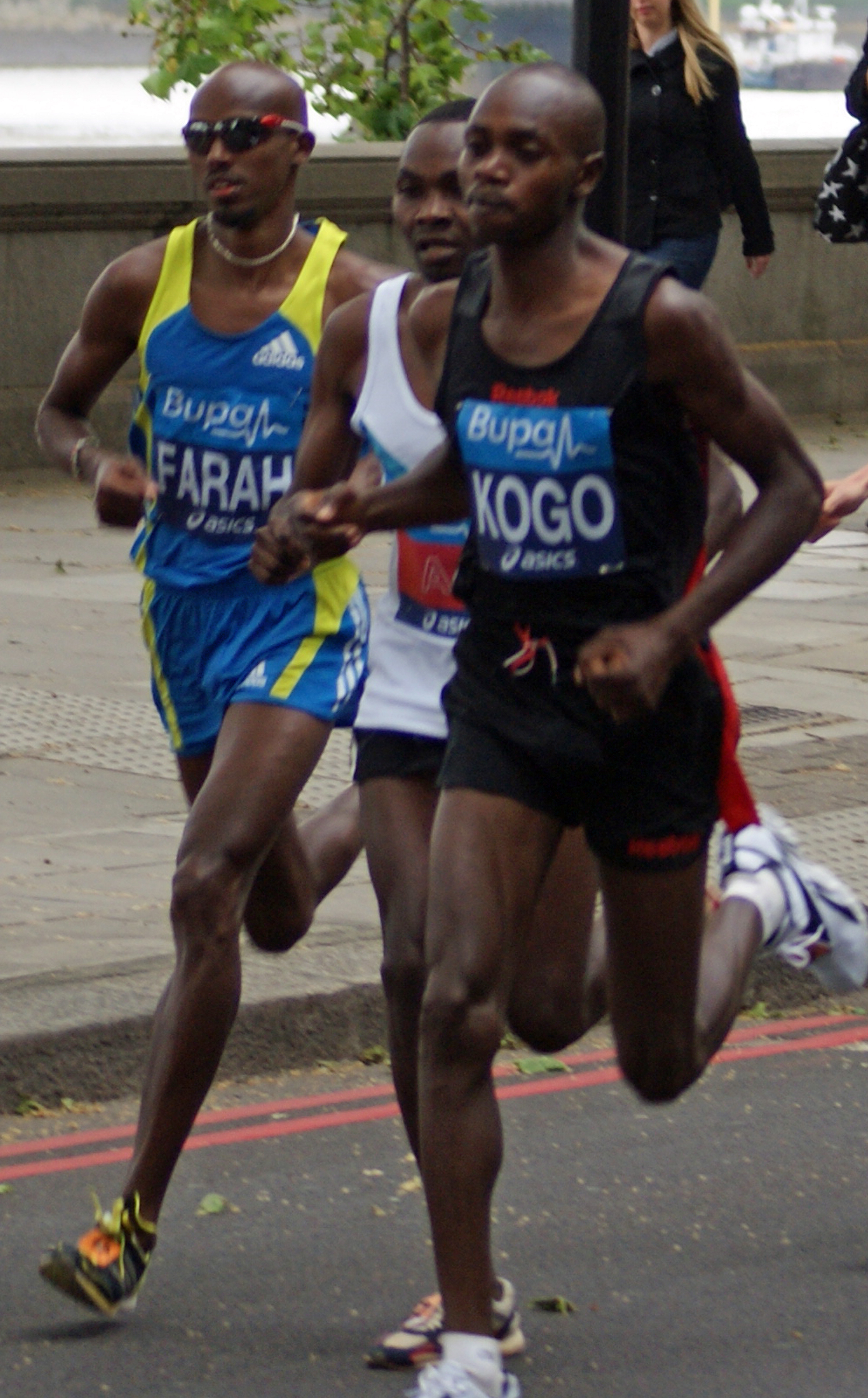
Micah Kogo – Platz sieben
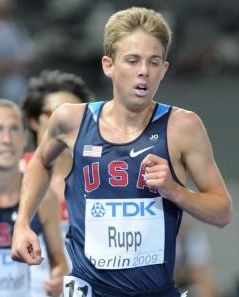
Galen Rupp wurde Achter
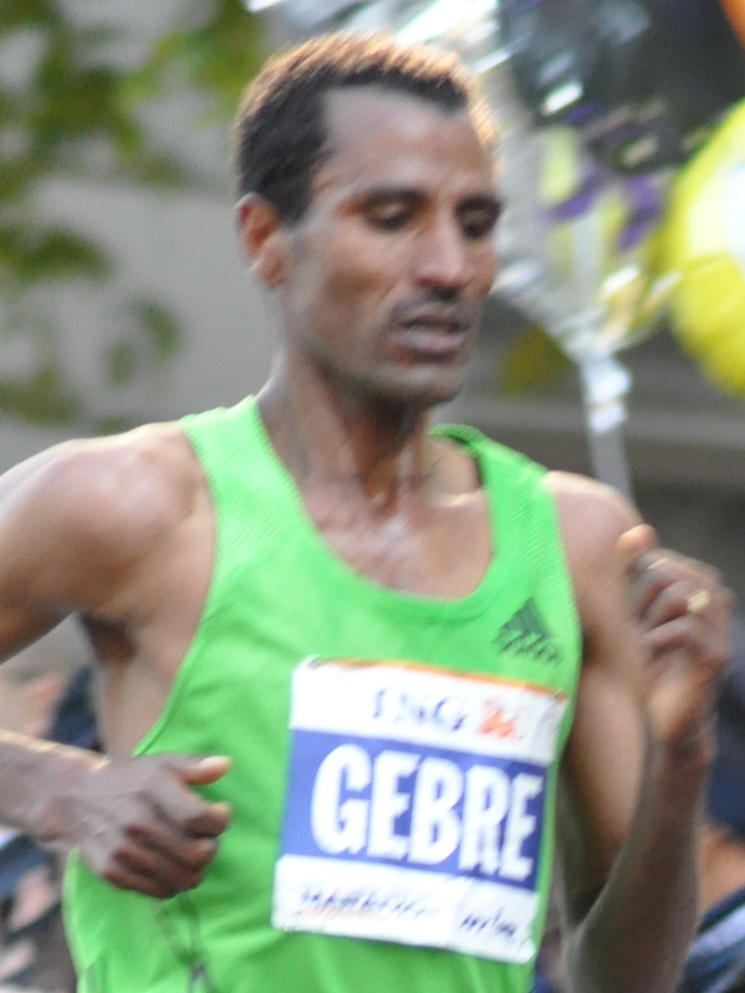
Gebregziabher Gebremariam erreichte Platz zehn

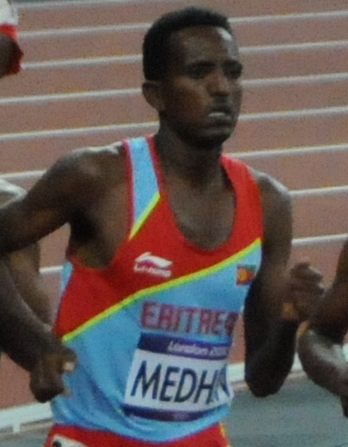
Der zwölftplatzierte Teklemariam Medhin
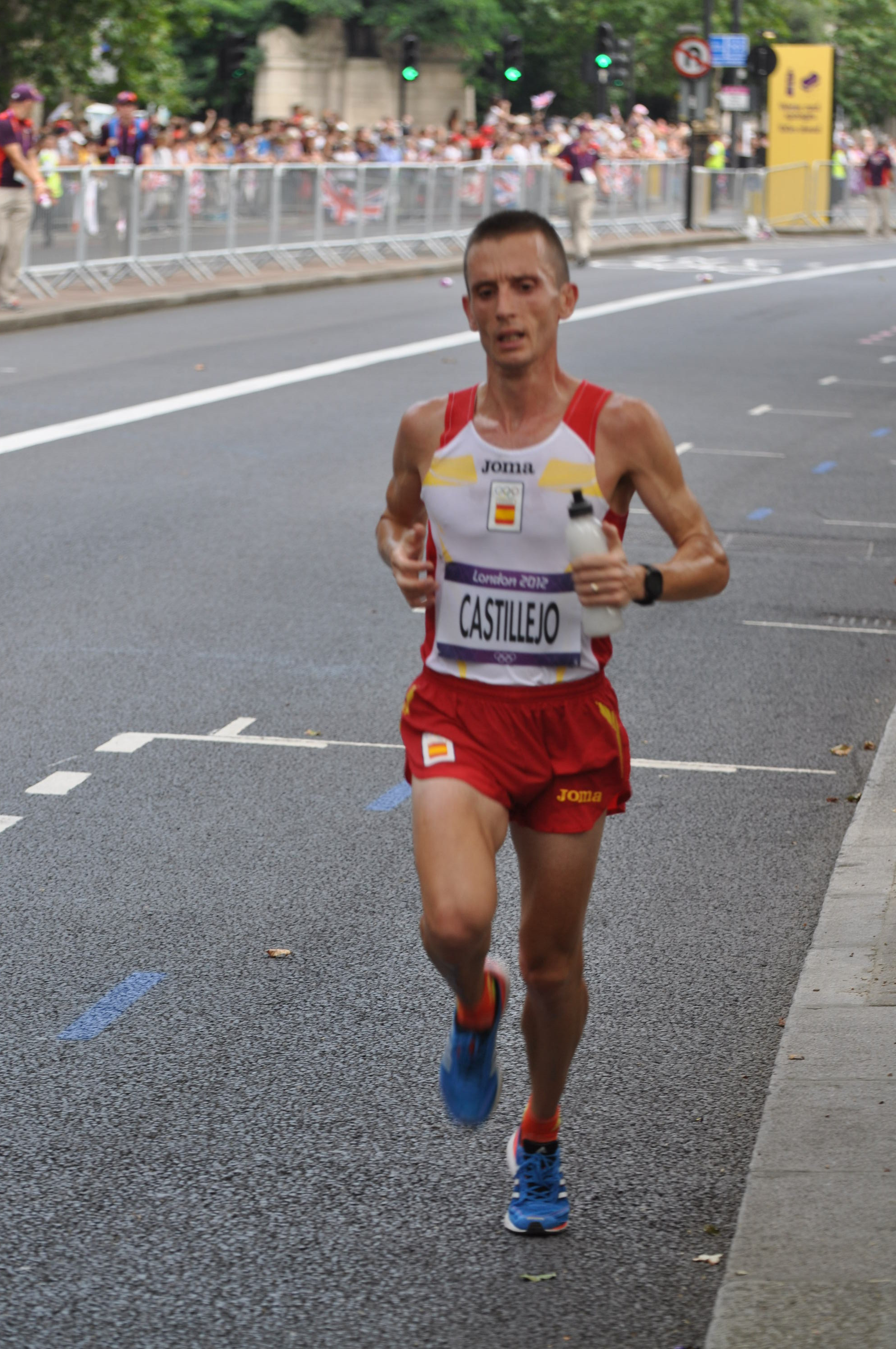
Rang fünfzehn für Carles Castillejo
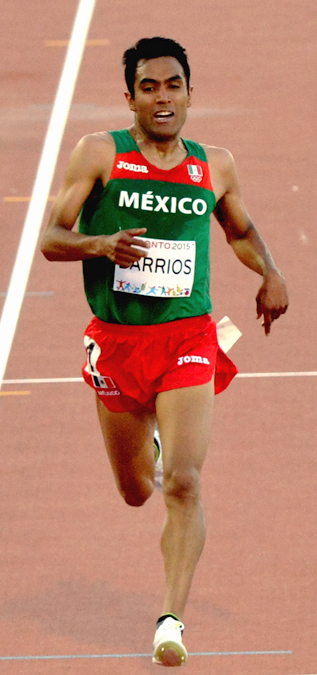
Juan Luis Barrios – Platz achtzehn
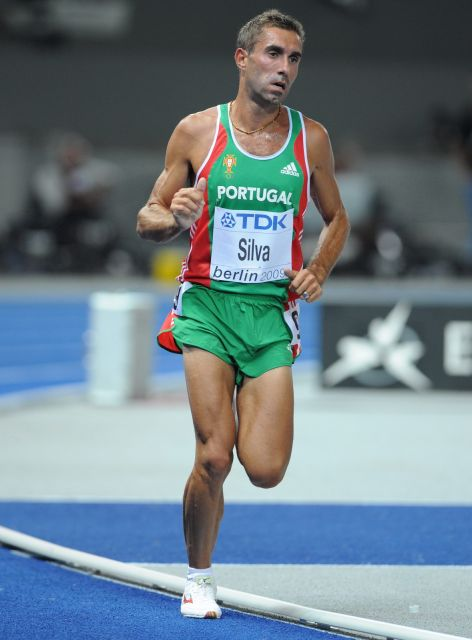
Rui Pedro Silva – Platz 23
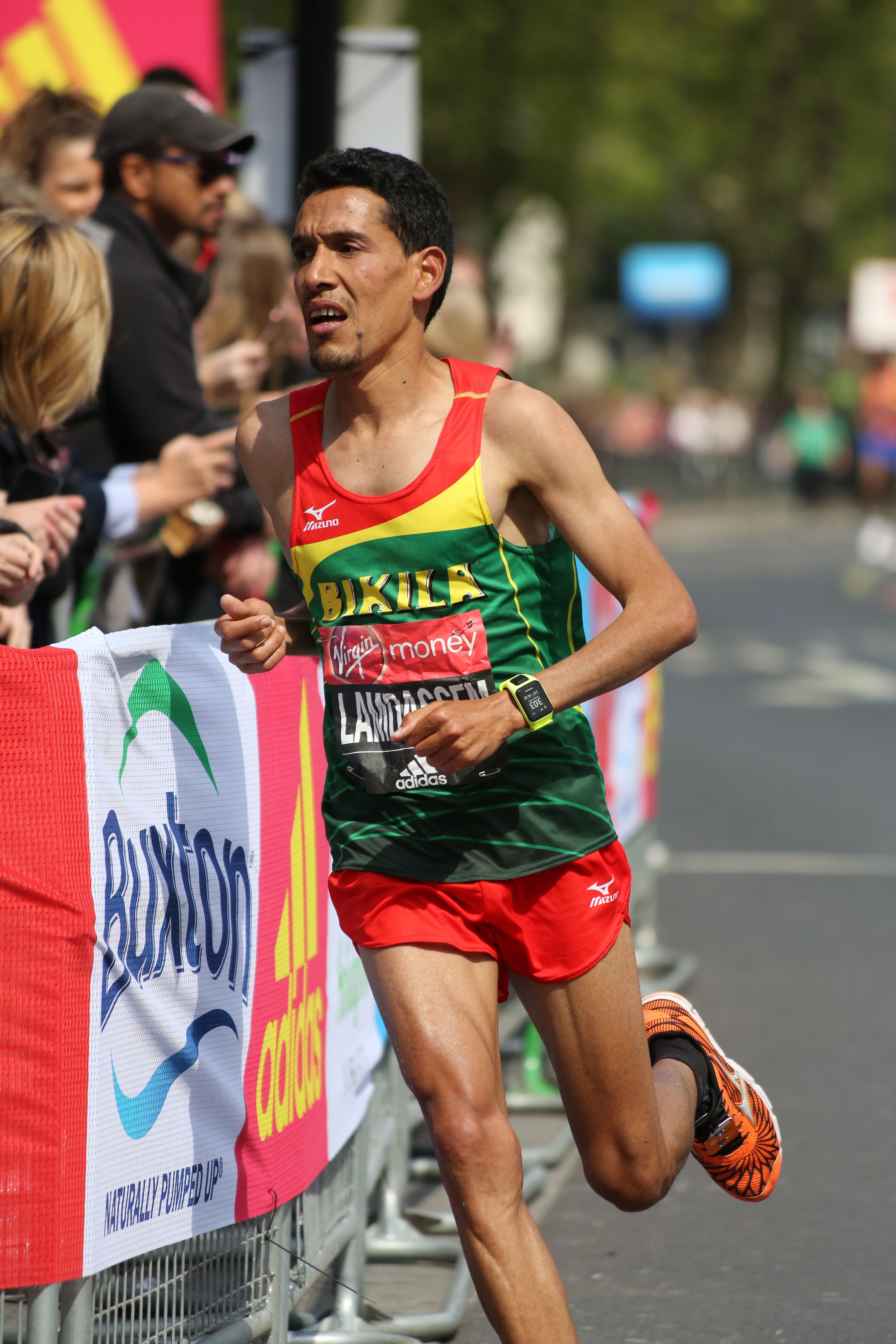
Ayad Lamdassem – nicht im Ziel
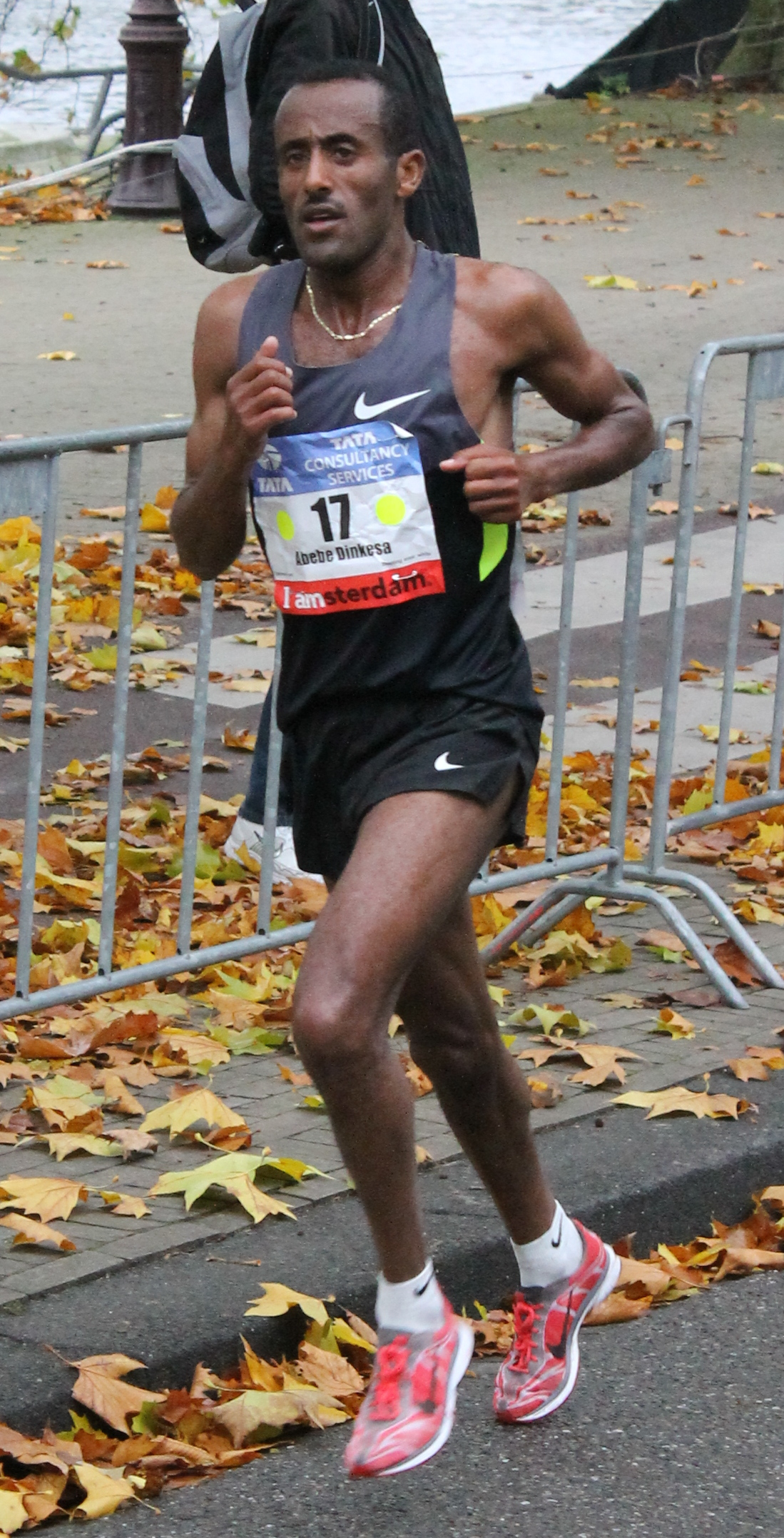
Abebe Dinkesa – nicht im Ziel
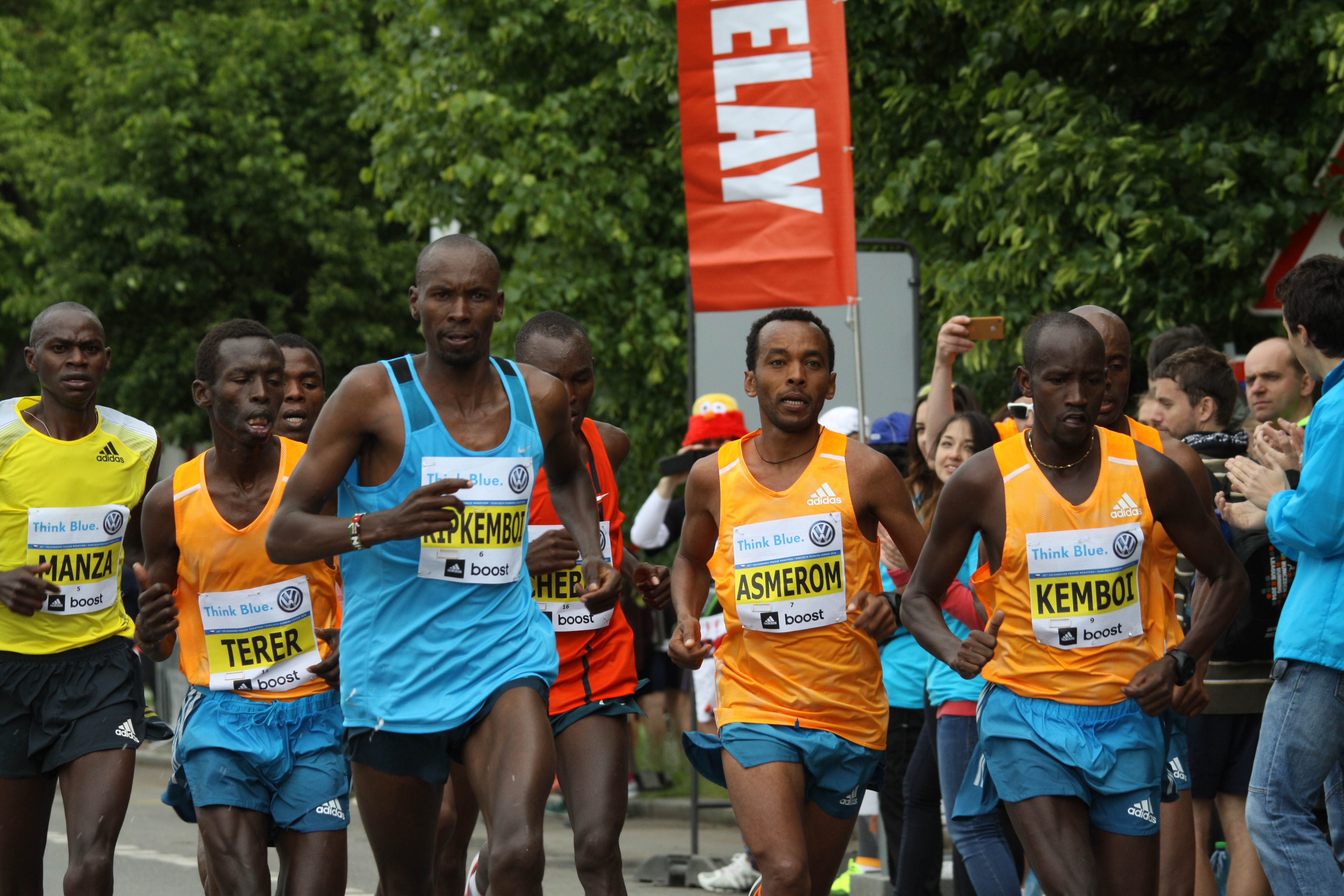
Nicholas Kemboi (blaues Trikot) – nicht im Ziel

## Video
- World Champs 10,000m Final - Berlin 2009, youtube.com, abgerufen am 20. November 2020